# Куркисуо, Санни
Санни Мари Элина Куркисуо (фин. Sanni Mari Elina Kurkisuo), более известная как Санни (род. 26 мая 1993, Лохья, Уусимаа) — финская поп-певица и актриса.

## Биография
Санни родилась 26 мая 1993 года в городе Лохья. Её мама работала предпринимательским тренером, её отчим работал директором детского сада, её отец электриком. 
Санни начала петь с малых лет. С шести лет Санни начала играть на скрипке, а когда она училась в шестом классе, она пела в разных школьных группах самодеятельности. В 2001 году Санни выиграла национальный конкурс по сочинению сказок Napero Finlandia, с её сказкой «Птица, которая хотела запеть» (Lintu, joka halusi laulaa). В 2009 году Санни заняла второе место в конкурсе Ääni ja vimma.
Санни переезжает из Лохья в Хельсинки в 16 лет и поступает учиться в музыкальную среднюю школу имени Сибелиуса, которую она закончила весной 2012 года.

## Карьера
В 2012 году Санни начала карьеру, как актриса в комедии «Мисс „Голубые джинсы“», где она играет главную роль. Санни была приглашённой гостьей в песне рэпера Асте «Pumppaa».
В апреле 2013 года Санни выпускает свою первую песню «Prinsessoja ja astronautteja» («Принцессы и астронавты») под руководством Warner Music Finland. Эта песня становится хитом в национальной хит-параде. В июне того же года Санни выпускает ещё один хит, «Jos mä oon oikee» («Если я настоящая»). В сентябре того же года, Санни выпускает ещё один хит «Me ei olla enää me» («Нас больше не будет»). В том же месяце выпускается дебютный альбом Sotke mut («Беспорядок»).
В 2015 году выпускается ещё один альбом Lelu («Игрушка»). Первой песней из этого альбом стала «2080-luvulla» («2080-е годы»), которая становится хитом всех хит-парадов Финляндии и становится проигрываемым хитом за всю историю радио в Финляндии. Второй песней была «Pojat» («Мальчики»), которая заняла 68-е место в национальном чарте. В начале 2016 года Санни выиграла номинации Лучшая певица года и Лучшая песня года на премии Emma-gaala.
В феврале 2016 года вышла песня «Että mitähän vittua». 7 октября вышел альбом Sanni.
В марте 2018 года вышла песня «Pornoo». 28 июня 2019 года вышел альбом Trippi.
В мае 2021 года выпустила песню «Pettäjä», в октябре — «Kesken». В июне 2022 года вышел мини-альбом Kesken.
8 ноября 2024 года вышел альбом Muutos.

## Дискография

### Альбомы
- 2013 — Sotke mut / Беспорядок
- 2015 — Lelu / Игрушка
- 2016 — Sanni[фин.] / Санни
- 2019 — Trippi[фин.]
- 2024 — Muutos[фин.]

### Синглы
- Prinsessoja ja astronautteja / Принцессы и астронавты (2013)
- Jos mä oon oikee / Если я настоящая (2013)
- Me ei olla enää me / Мы больше не будет нас (2013)
- Dementia / Слабоумие (2014)
- Hakuna matata (2014)
- 2080-luvulla / 2080-е годы (2015)
- Pojat / Мальчики (2015)
- Supernova / Супернова (2015)
- Että mitähän vittua / Интересно, что это (2016)
- Miten eskimot suutelee? / Сколько эскимосских поцелуев? (2016) с Робин Пакален

## Личная жизнь
В 2022 году объявила об отношениях с фотомоделью Ширли Карвинен. Пара рассталась в 2025 году..